# Чжи (фамилия)
Чжи (Zhi) — китайская фамилия (клан). Значение иероглифа — гл. «поддерживать». 支 — 65 иероглиф ключ Канси, 163 фамильный иероглиф в списке Байцзясин.
Вьетнамское произношение — Chi.

## Известные Чжи 支
- Чжи Инлинь 支应遴 (1889—1959) — китайский патриот, уроженец провинции Шаньси, сподвижник Фэн Юйсяна. После создания КНР — Председатель Верховного суда пров. Шаньси. Байцзясин (недоступная ссылка)